# Homestead (Florida)
Homestead és una població dels Estats Units a l'estat de Florida. Segons el cens del 2000 tenia 31.909 habitants.

## Demografia
Segons el cens del 2000, Homestead tenia 31.909 habitants, 10.095 habitatges, i 7.157 famílies. La densitat de població era de 862,8 habitants/km².
Dels 10.095 habitatges en un 42,7% hi vivien nens de menys de 18 anys, en un 40% hi vivien parelles casades, en un 22,4% dones solteres, i en un 29,1% no eren unitats familiars. En el 20,9% dels habitatges hi vivien persones soles el 6,9% de les quals corresponia a persones de 65 anys o més que vivien soles. El nombre mitjà de persones vivint en cada habitatge era de 3,1 i el nombre mitjà de persones que vivien en cada família era de 3,54.
Per edats la població es repartia de la següent manera: un 33,2% tenia menys de 18 anys, un 12,8% entre 18 i 24, un 31,2% entre 25 i 44, un 15% de 45 a 60 i un 7,8% 65 anys o més.
L'edat mitjana era de 27 anys. Per cada 100 dones de 18 o més anys hi havia 108,2 homes.
La renda mitjana per habitatge era de 26.775 $ i la renda mitjana per família de 26.409 $. Els homes tenien una renda mitjana de 23.118 $ mentre que les dones 20.261 $. La renda per capita de la població era d'11.357 $. Entorn del 29,1% de les famílies i el 31,8% de la població estaven per davall del llindar de pobresa.

## Poblacions més properes
El següent diagrama mostra les poblacions més properes.